# Грінцієш
Грінцієш (рум. Grințieș) — село у повіті Нямц в Румунії. Входить до складу комуни Грінцієш.
Село розташоване на відстані 289 км на північ від Бухареста, 38 км на захід від П'ятра-Нямца, 128 км на захід від Ясс.

## Населення
За даними перепису населення 2002 року у селі проживали 1159 осіб, з них 1155 осіб (99,7%) румунів. Рідною мовою 1156 осіб (99,7%) назвали румунську.